# Olympische Sommerspiele 2016/Teilnehmer (Jamaika)
| Gelbes Symbol für Goldmedaillen mit stilisierten Olympischen Ringen | Graues Symbol für Silbermedaillen mit stilisierten Olympischen Ringen | Braundes Symbol für Bronzemedaillen mit stilisierten Olympischen Ringen |
| ------------------------------------------------------------------- | --------------------------------------------------------------------- | ----------------------------------------------------------------------- |
| 6                                                                   | 3                                                                     | 2                                                                       |

Jamaika nahm an den Olympischen Spielen 2016 in Rio de Janeiro teil. Es war die insgesamt siebte Teilnahme an Olympischen Sommerspielen.
Die Jamaica Olympic Association nominierte 63 Athleten in vier Sportarten.

## Teilnehmer nach Sportarten

### Leichtathletik
Laufen und Gehen 
| Athleten | Wettbewerb        | Runde 1      | Runde 1 | Halbfinale    | Halbfinale    | Finale        | Finale        | Rang   |
| Athleten | Wettbewerb        | Zeit         | Rang    | Zeit          | Rang          | Zeit          | Rang          | Rang   |
| --- | ----------------- | ------------ | ------- | ------------- | ------------- | ------------- | ------------- | ------ |
| Frauen |                   |              |         |               |               |               |               |        |
| Shelly-Ann Fraser-Pryce                                                                                                  | 100 m             | 10,96 s      | 1       | 10,88 s       | 1             | 10,86 s       | 3             | Bronze |
| Elaine Thompson | 100 m             | 11,21 s      | 11      | 10,88 s       | 1             | 10,71 s       | 1             | Gold   |
| Christania Williams | 100 m             | 11,27 s      | 15      | 10,96 s       | 8             | 11,80 s       | 8             | 8      |
| Veronica Campbell-Brown                                                                                                  | 200 m             | 22,97 s      | 27      | ausgeschieden | ausgeschieden | ausgeschieden | ausgeschieden | 27     |
| Simone Facey | 200 m             | 22,78 s      | 16      | 22,57 s       | 11            | ausgeschieden | ausgeschieden | 11     |
| Elaine Thompson | 200 m             | 22,63 s      | 9       | 22,13 s       | 2             | 21,78 s       | 1             | Gold   |
| Christine Day | 400 m             | 51,54 s      | 15      | 51,53 s       | 15            | ausgeschieden | ausgeschieden | 15     |
| Shericka Jackson | 400 m             | 51,73 s      | 17      | 49,83 s       | 2             | 49,85 s       | 3             | Bronze |
| Stephenie Ann McPherson                                                                                                  | 400 m             | 51,36 s      | 10      | 50,69 s       | 7             | 50,97 s       | 6             | 6      |
| Simoya Campbell | 800 m             | 2:02,07 min  | 42      | ausgeschieden | ausgeschieden | ausgeschieden | ausgeschieden | 42     |
| Natoya Goule | 800 m             | 2:00,49 min  | 25      | ausgeschieden | ausgeschieden | ausgeschieden | ausgeschieden | 25     |
| Kenia Sinclair | 800 m             | 2:03,76 min  | 52      | ausgeschieden | ausgeschieden | ausgeschieden | ausgeschieden | 52     |
| Megan Simmonds | 100 m Hürden      | 12,81 s      | 7       | 12,95 s       | 14            | ausgeschieden | ausgeschieden | 14     |
| Shermaine Williams | 100 m Hürden      | 12,95 s      | 21      | 12,86 s       | 9             | ausgeschieden | ausgeschieden | 9      |
| Nickiesha Wilson | 100 m Hürden      | 12,89 s      | 16      | 13,14 s       | 19            | ausgeschieden | ausgeschieden | 19     |
| Leah Nugent | 400 m Hürden      | 55,66 s      | 8       | 54,98 s       | 7             | 54,45 s       | 6             | 6      |
| Janieve Russell | 400 m Hürden      | 56,13 s      | 16      | 54,92 s       | 6             | 54,56 s       | 7             | 7      |
| Ristananna Tracey | 400 m Hürden      | 54,88 s      | 1       | 54,80 s       | 4             | 54,15 s       | 5             | 5      |
| Aisha Praught | 3000 m Hindernis  | 9:35,79 min  | 8       | –             | –             | 9:34,20 min   | 14            | 14     |
| Veronica Campbell-Brown Simone Facey Shashalee Forbes Shelly-Ann Fraser-Pryce Elaine Thompson Christania Williams        | 4 × 100-m-Staffel | 41,79 s      | 1       | –             | –             | 41,36 s       | 2             | Silber |
| Christine Day Chrisann Gordon Shericka Jackson Anneisha McLaughlin-Whilby Stephenie Ann McPherson Novlene Williams-Mills | 4 × 400-m-Staffel | 3:22,38 min  | 1       | –             | –             | 3:20,34 min   | 2             | Silber |
| Männer |                   |              |         |               |               |               |               |        |
| Nickel Ashmeade | 100 m             | 10,13 s      | 8       | 10,05 s       | 11            | ausgeschieden | ausgeschieden | 11     |
| Yohan Blake | 100 m             | 10,11 s      | 6       | 10,01 s       | 7             | 9,93 s        | 4             | 4      |
| Usain Bolt | 100 m             | 10,07 s      | 4       | 9,86 s        | 1             | 9,81 s        | 1             | Gold   |
| Nickel Ashmeade | 200 m             | 20,15 s      | 4       | 20,31 s       | 13            | ausgeschieden | ausgeschieden | 13     |
| Yohan Blake | 200 m             | 20,13 s      | 3       | 20,37 s       | 16            | ausgeschieden | ausgeschieden | 16     |
| Usain Bolt | 200 m             | 20,28 s      | 15      | 19,78 s       | 1             | 19,78 s       | 1             | Gold   |
| Fitzroy Dunkley | 400 m             | 45,66 s      | 24      | ausgeschieden | ausgeschieden | ausgeschieden | ausgeschieden | 27     |
| Javon Francis | 400 m             | 45,88 s      | 27      | 44,96 s       | 12            | ausgeschieden | ausgeschieden | 12     |
| Rusheen McDonald | 400 m             | 45,22 s      | 5       | 46,12 s       | 21            | ausgeschieden | ausgeschieden | 21     |
| Kemoy Campbell | 5000 m            | 13:30,32 min | 25      | –             | –             | ausgeschieden | ausgeschieden | 25     |
| Deuce Carter | 110 m Hürden      | 13,51 s      | 11      | 13,69 s       | 20            | ausgeschieden | ausgeschieden | 20     |
| Omar McLeod | 110 m Hürden      | 13,27 s      | 1       | 13,15 s       | 1             | 13,05 s       | 1             | Gold   |
| Andrew Riley | 110 m Hürden      | 13,52 s      | 12      | 13,46 s       | 11            | ausgeschieden | ausgeschieden | 11     |
| Roxroy Cato | 400 m Hürden      | 48,56 s      | 5       | DSQ           | DSQ           | ausgeschieden | ausgeschieden | 24     |
| Jaheel Hyde | 400 m Hürden      | 49,24 s      | 18      | 49,17 s       | 14            | ausgeschieden | ausgeschieden | 14     |
| Annsert Whyte | 400 m Hürden      | 48,37 s      | 1       | 48,32 s       | 2             | 48,07 s       | 5             | 5      |
| Nickel Ashmeade Yohan Blake Usain Bolt Jevaughn Minzie Asafa Powell Kemar Bailey-Cole                                    | 4 × 100-m-Staffel | 37,94 s      | 5       | –             | –             | 37,27 s       | 1             | Gold   |
| Nathon Allen Jevere Bell Fitzroy Dunkley Javon Francis Peter Matthews Rusheen McDonald                                   | 4 × 400-m-Staffel | 2:58,29 min  | 1       | –             | –             | 2:58,16 min   | 2             | Silber |

 Springen und Werfen 
| Athleten          | Wettbewerb  | Qualifikation | Qualifikation | Finale        | Finale        | Rang |
| Athleten          | Wettbewerb  | Weite/Höhe    | Rang          | Weite/Höhe    | Rang          | Rang |
| ----------------- | ----------- | ------------- | ------------- | ------------- | ------------- | ---- |
| Frauen            |             |               |               |               |               |      |
| Shanieka Thomas   | Dreisprung  | 14,02 m       | 14            | ausgeschieden | ausgeschieden | 14   |
| Kimberly Williams | Dreisprung  | 14,22 m       | 6             | 14,53 m       | 7             | 7    |
| Danniel Thomas    | Kugelstoßen | 16,99 m       | 25            | ausgeschieden | ausgeschieden | 25   |
| Tara-Sue Barnett  | Diskuswurf  | 58,09 m       | 16            | ausgeschieden | ausgeschieden | 16   |
| Kellion Knibb     | Diskuswurf  | ohne Weite    | ohne Weite    | ausgeschieden | ausgeschieden | –    |
| Shadae Lawrence   | Diskuswurf  | 57,09 m       | 22            | ausgeschieden | ausgeschieden | 22   |
| Daina Levy        | Hammerwurf  | 60,35 m       | 30            | ausgeschieden | ausgeschieden | 30   |
| Männer            |             |               |               |               |               |      |
| Damar Forbes      | Weitsprung  | 7,85 m        | 12            | 7,82 m        | 12            | 12   |
| Aubrey Smith      | Weitsprung  | keine Weite   | keine Weite   | ausgeschieden | ausgeschieden | –    |
| Clive Pullen      | Dreisprung  | 16,08 m       | 33            | ausgeschieden | ausgeschieden | 33   |
| O’Dayne Richards  | Kugelstoßen | 20,40 m       | 12            | 20,64 m       | 8             | 8    |
| Fedrick Dacres    | Diskuswurf  | 50,69 m       | 34            | ausgeschieden | ausgeschieden | 34   |

### Schwimmen
| Athleten       | Wettbewerb   | Vorlauf     | Vorlauf | Halbfinale  | Halbfinale | Finale        | Finale        | Rang |
| Athleten       | Wettbewerb   | Zeit        | Rang    | Zeit        | Rang       | Zeit          | Rang          | Rang |
| -------------- | ------------ | ----------- | ------- | ----------- | ---------- | ------------- | ------------- | ---- |
| Frauen         |              |             |         |             |            |               |               |      |
| Alia Atkinson  | 100 m Brust  | 1:06,72 min | 7       | 1:06,52 min | 6          | 1:08,10 min   | 8             | 8    |
| Männer         |              |             |         |             |            |               |               |      |
| Timothy Wynter | 100 m Rücken | 57,20 s     | 34      | –           | –          | ausgeschieden | ausgeschieden | 34   |

### Turnen

#### Gerätturnen
| Athleten          | Wettbewerb    | Qualifikation | Qualifikation | Finale        | Finale        | Rang |
| Athleten          | Wettbewerb    | Punkte        | Rang          | Punkte        | Rang          | Rang |
| ----------------- | ------------- | ------------- | ------------- | ------------- | ------------- | ---- |
| Frauen            |               |               |               |               |               |      |
| Toni-Ann Williams | Sprung        | 14,100        | 54            | ausgeschieden | ausgeschieden | 54   |
| Toni-Ann Williams | Stufenbarren  | 11,533        | 54            | ausgeschieden | ausgeschieden | 54   |
| Toni-Ann Williams | Schwebebalken | 12,133        | 54            | ausgeschieden | ausgeschieden | 54   |
| Toni-Ann Williams | Boden         | 13,200        | 54            | ausgeschieden | ausgeschieden | 54   |

### Wasserspringen
| Athleten           | Wettbewerb        | Vorkampf | Vorkampf | Halbfinale | Halbfinale | Finale        | Finale        | Rang |
| Athleten           | Wettbewerb        | Punkte   | Rang     | Punkte     | Rang       | Punkte        | Rang          | Rang |
| ------------------ | ----------------- | -------- | -------- | ---------- | ---------- | ------------- | ------------- | ---- |
| Männer             |                   |          |          |            |            |               |               |      |
| Yona Knight-Wisdom | Kunstspringen 3 m | 416,55   | 11       | 381,40     | 14         | ausgeschieden | ausgeschieden | 14   |